# Obrońca (prawo)
Obrońca – w polskim postępowaniu karnym uczestnik postępowania przygotowawczego (dochodzenia, śledztwa) lub procesu występujący w imieniu oskarżonego na podstawie udzielonego pełnomocnictwa (obrona z wyboru) lub decyzji sądu (obrona z urzędu). Obrońca zobowiązany jest podejmować wszelkie działania prawem przewidziane takie jak zgłaszanie wniosków dowodowych czy zaskarżanie czynności organów postępowania, w celu doprowadzenia do uniewinnienia oskarżonego lub do orzeczenia jak najniższego wymiaru kary. Obrońca może podejmować tylko czynności na korzyść oskarżonego. Wszelkie czynności podjęte przez obrońcę odnoszą taki skutek, jakby podjął je sam oskarżony. Obrońcą może być  osoba uprawniona do obrony według przepisów o ustroju adwokatury lub ustawy o radcach prawnych (art. 82 kodeksu postępowania karnego). 
Oskarżony co do zasady może bronić się sam, obrona ma charakter obowiązkowy tylko wówczas, gdy:
- oskarżony jest nieletni,
- oskarżony jest głuchy, niemy lub niewidomy,
- zachodzi uzasadniona wątpliwość co do jego poczytalności,
- w sprawie występują okoliczności utrudniające obronę (np. oskarżony nie włada językiem polskim),
- sprawa toczy się przed sądem okręgowym jako sądem I instancji, a oskarżony jest pozbawiony wolności choćby w innej sprawie lub zarzucono mu zbrodnię.

Jeżeli w powyższych przypadkach oskarżony nie ma obrońcy z wyboru prezes sądu zobowiązany jest wyznaczyć mu obrońcę z urzędu. Obrońca z urzędu może zostać również przydzielony jeżeli oskarżony wykaże, że nie jest w stanie pokryć kosztów sądowych bez uszczerbku dla siebie i swojej rodziny (prawo ubogich).